# This Full Mouth
This Full Mouth ist ein Album von Guilherme Rodrigues, Ben Bennett und Ernesto Rodrigues. Die am 7. März 2024 im Studioboerne45, Berlin, entstandenen Aufnahmen erschienen am 24. Mai 2024 auf Creative Sources.

## Hintergrund
Den Kern des Trios bildet das Vater-Sohn-Duo Ernesto und Guilherme Rodrigues; bei der Aufnahme von This Full Mouth wurde das Duo von dem Schlagzeuger Ben Bennett begleitet, der für seine Arbeit mit Musikern wie Michael Foster und Jack Wright bekannt ist.

## Titelliste
- Guilherme Rodrigues, Ben Bennett & Ernesto Rodrigues – This Full Mouth (Creative Sources CS 826 CD)[1]

1. Break/Even 9:15
2. Changed Blood 11:30
3. The Goings-to-Work 8:40
4. Legged 8:10
5. Wiping Song 12:41

## Rezeption
Die scheinbar nie endende Produktion des Vater-Sohn-Duos liefere ein Echtzeitdokument einer lebendigen, atmenden, sich ständig verändernden Improvisationspraxis, schrieb Levi Dayan (Dusted). Bennetts Spiel repräsentiere eine erweiterte Perkussionstechnik, die vielleicht bis zum logischsten Extrem getrieben wird. Sein Schlagzeug sei völlig dekonstruiert, die Trommelfelle liegen auf dem Boden und es würden verschiedene Objekte verwendet, um wilde und unerwartete Klänge zu erzeugen. Auf This Full Mouth könne man die Früchte der jahrzehntelangen Erfahrung der Rodrigues im gemeinsamen Improvisieren hören. Obwohl die Energie gegen Ende etwas nachlasse, stelle das Album insgesamt improvisierte Musik in ihrer lebendigsten Form dar.